# Schloss Einstein

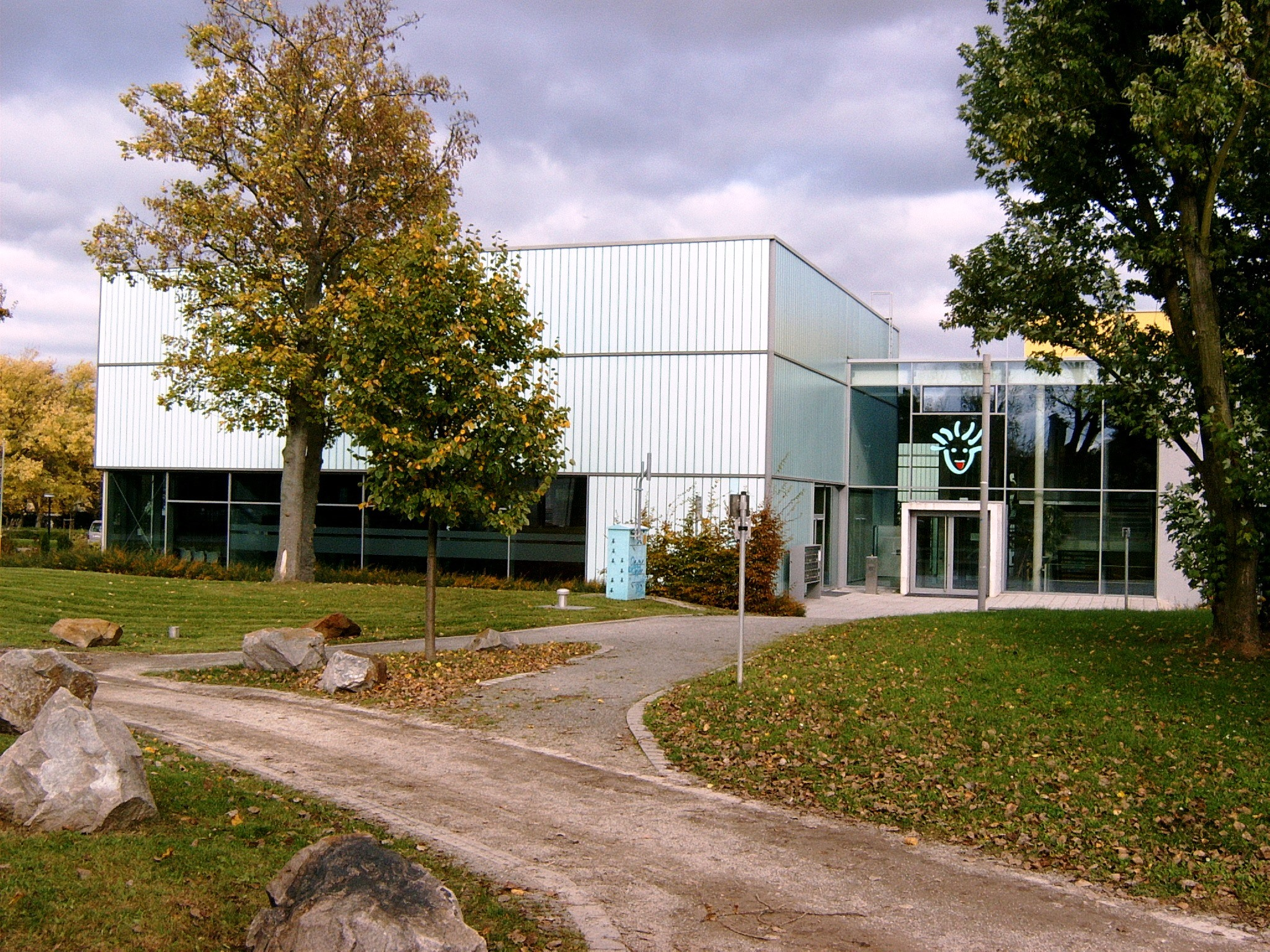
Aktuelle Kulisse für das Gymnasium

Schloss Einstein ist eine deutsche Fernsehserie in Form einer Seifenoper für Kinder und Jugendliche, die das Leben von Jugendlichen auf dem fiktiven Internat Schloss Einstein schildert. Dabei werden Geschichten aus den Bereichen Comedy, Action, Drama (erste Liebe, Probleme mit Eltern und Mitschülern) und Infotainment (Naturwissenschaften) in verschiedenen Handlungssträngen miteinander verwoben. Zielgruppe der Serie sind 8- bis 14-Jährige.
Mit bislang 1104 produzierten Folgen in 28 Staffeln gilt Schloss Einstein als weltweit längste fiktionale Fernsehserie mit Kindern, für Kinder.
Die Dreharbeiten für die 28. Staffel liefen vom 22. Mai bis zum 31. Oktober 2024. Die Ausstrahlung der neuen Staffel begann am 3. März 2025 im KiKA.

## Geschichte
Die erste Folge von Schloss Einstein wurde am 4. September 1998 im Kinderkanal (heute KiKA) ausgestrahlt. Da die Serie ihr eigenes Genre als langlaufende Kinder-Weekly begründete, lagen noch keine Erfahrungen mit einer solchen Reihe vor. Zunächst wurden kleinere Einheiten mit 76 geplanten Folgen produziert. Später ging die ARD zu jährlichen Fortsetzungen über und bis Juni 2007 wurden 480 Folgen abgedreht.
Ab der elften Staffel (Folge 481) wurde der Handlungsort nach Erfurt verlegt, die erste Folge der Staffel wurde am 5. Januar 2008 ausgestrahlt.

## Inhalt und Konzept

### Rahmenerzählung
Im (fiktiven) brandenburgischen Dorf Seelitz in der Nähe von Potsdam erfüllt sich Dr. Emanuel Stollberg (Wilfried Loll) einen Lebenstraum – er gründet 1995 in einem alten Schlossgebäude eine Privatschule: das Albert-Einstein-Gymnasium, Internat Schloss Seelitz. Nicht ohne Grund dient der Begründer der Relativitätstheorie als Namensgeber, denn die Schule ist naturwissenschaftlich ausgerichtet. Von den Schülern wird dieser Bandwurmname jedoch schnell abgekürzt – Schloss Einstein ist geboren.
Dr. Stollberg möchte seine Schüler nach besten Kräften fördern. Dazu gehört neben der Wissensvermittlung auch eine charakterliche Erziehung. Gewalt ist ein absolutes Tabu. Anstehende Probleme sollen von den Kindern friedlich und nach Möglichkeit selbst gelöst werden. Neulingen wird ein älterer Schüler als Pate zur Seite gestellt, der ihnen bei der Eingewöhnung hilft. Natürlich gelingt dies alles nicht immer reibungslos – aber Lehrer, Erzieher und Schüler müssen ihren Alltag unter einem gemeinsamen Dach meistern.
In der Folge 480, der letzten in Seelitz spielenden, erhält der Hausmeister der Schule, Heinz August Pasulke (Gert Schaefer) einen Anruf seiner Schwester, die – wie sich später herausstellt – für längere Zeit verreisen muss. Ihr Bruder soll sich solange um ihre Tochter Paulina (Anna Steinhardt) kümmern und wechselt deshalb an das Erfurter Albert-Einstein-Gymnasium, an das die zuletzt in Seelitz unterrichtenden Lehrer Mark Lachmann (Jan Hartmann) und Michael Berger (Robert Schupp) ebenfalls versetzt werden. Heinz August Pasulke war damit bis zum Tod des Darstellers im Jahr 2014 die einzige Person, die in allen Schuljahren zu sehen war.

### Konzeption

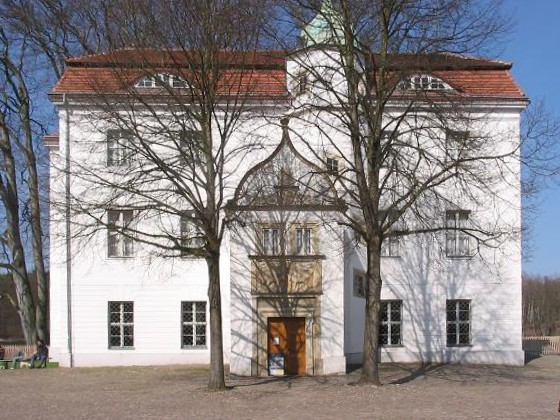
Jagdschloss Grunewald – Die Gebäudekulisse für das Internat

Im Mittelpunkt der Serie steht das eigenverantwortliche Leben der Jugendlichen aus den Klassen 6 bis 10. Da es im Internat keine Eltern gibt, müssen sie ihre Entscheidungen eigenständig treffen und für die Folgen geradestehen. Die wenigen Erwachsenen treten dabei höchstens als Ratgeber auf. So schlagen sich die Schüler mit den typischen Problemen wie Noten, Pubertät, Freundschaft, Scheidung oder Arbeitslosigkeit der Eltern, Neid, Alkoholmissbrauch, Berufsträume, Intrigen der Mitschüler oder der ersten großen Liebe herum. In vielen Geschichten erleben sie Abenteuer und lernen Konflikte zu bewältigen, sie haben aber auch Spaß an allerlei Streichen. Ein besonderes Spannungsfeld bietet sich dabei zwischen den Internatsschülern und Dorfkindern. Man schätzt sich gegenseitig nicht unbedingt, muss jedoch miteinander auskommen. Hier zählen Kompromissbereitschaft und Toleranz.
Mit Beginn der elften Staffel wurde der Drehort vom fiktiven Seelitz nach Erfurt in das geförderte KinderMedienZentrum verlegt. Nach Angaben des MDR-Redaktionsleiters für den Bereich Kinder, Karl-Heinz Staamann, wolle man noch stärker das reale Leben widerspiegeln. Damit reagiere man auch auf die sich verändernden Sehgewohnheiten der Zuschauer.

### Identifikationsfiguren
Schloss Einstein ist eine Serie mit Kindern für Kinder, welche die Zuschauer das ganze Jahr hindurch begleitet und ihnen Identifikationsfiguren bietet. Da gibt es den schüchternen Netten, die gutaussehende Sportliche, das Wissensgenie, die intrigante Zicke, den begabten Praktiker, das pummelige Mauerblümchen oder auch das mathematische Wunderkind – und viele andere mehr. Die Zuschauer können die Figuren beurteilen, sie unterstützen oder ablehnen und sich vielleicht manchmal wiedererkennen. Die Protagonisten erleben ihre Geschichten stellvertretend für das heranwachsende Publikum und zeigen diesem mögliche Vorgehensweisen auf. Im Vordergrund steht dabei eine humanistische Tendenz – egal, was passiert – es muss immer eine akzeptable Lösung geben. Da die Darsteller das gleiche Alter haben wie ihre Zuschauer, wirkt ihr Spiel authentisch: Sie werden vom Publikum als ihresgleichen empfunden.

### Wissensvermittlung

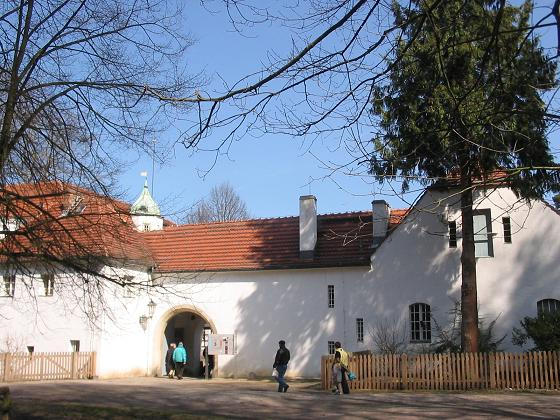
Eingangsbereich des Jagdschlosses

In die Darstellung des Unterrichts fließt immer wieder echtes Sachwissen mit ein. Dadurch bietet die Serie Unterhaltung und Lernen gleichermaßen; der öffentlich-rechtliche Sender erfüllt seinen Bildungsauftrag auf eine lockere Weise. Mit dieser Konzeption ist Schloss Einstein weltweit einzigartig. Die Serie war bereits mehrfach Gegenstand medienwissenschaftlicher Studien.

## Produktion
Schloss Einstein wurde von 1998 bis 2007 von der Askania Media Filmproduktion GmbH im Auftrag der ARD für den KiKA unter der Federführung von MDR und WDR produziert. Ab September 2007 übernahm die Saxonia Media Filmproduktion GmbH die Produktion. Die Drehbücher werden von bekannten und serienerfahrenen Fernsehautoren produziert, zum Beispiel Uschi Flacke, Dieter Saldecki, Michael Demuth, Dana Bechtle-Bechtinger und Marcel Becker-Neu. Außerdem schreibt der ehemalige Darsteller Georg Malcovati seit der Jubiläumsstaffel mit der 1000. Folge Drehbücher für die Serie (Beginn: Folge 986). Regie führten bereits unter anderem Renata Kaye, Peter Zimmermann, Wolf Vogel und Klaus Kemmler.

### Drehorte
Gedreht wurde Schloss Einstein von 1998 bis 2007 auf dem Gelände des Studios Babelsberg im brandenburgischen Potsdam. Dort waren die Innenräume der Schule und weitere Kulissen – zum Beispiel Eisdiele, Diskothek und Lagerhalle – aufgebaut. Als Gebäudekulisse diente das Jagdschloss Grunewald in Berlin. Außendrehs fanden im Potsdamer Stadtteil Klein Glienicke und in einigen umliegenden Dörfern statt, die zusammen die Kulisse des Filmdorfes Seelitz bilden.
Am 4. September 2007 begannen die Dreharbeiten zur elften Staffel im neu errichteten KinderMedienZentrum Erfurt. Produziert wird das neue Schloss Einstein von der Saxonia Media Filmproduktion. Die Außendrehs finden auf dem benachbarten egapark-Gelände sowie am Schloss Neideck (Arnstadt) statt. Die Innenraum-Kulissen, wie die Internatsräume, der Essens- und Aufenthaltsraum sowie die Klassenzimmer, befinden sich alle in dem im Fernsehen als Schule zu sehenden Gebäude. Am 1. Juni 2015 begannen die Dreharbeiten zur neunzehnten Staffel. Hierbei wurde der Drehort für das Internat in das Alte Schauspielhaus Erfurt verlegt. Im als Schule zu sehenden KinderMedienZentrum Erfurt befinden sich seitdem nur noch die Innenraum-Kulissen der Klassenzimmer.
In der 22. Staffel, die von Juni bis November 2018 produziert wurde, ist das Einstein mit dem fiktiven Sport-Gymnasium Erfurt zusammengelegt worden. Drehort für das Internat des Sport-Gymnasiums war ein ehemaliges Kinderheim in Erfurt, das im Vorfeld der Dreharbeiten renoviert wurde. Hier befinden sich die Schlaf- und Aufenthaltsräume, eine Küche sowie Trainingsräume. Die Klassenzimmer befinden sich nach wie vor im KinderMedienZentrum. Das Training der Läufermannschaft wird im Steigerwaldstadion gedreht.

## Vorspann

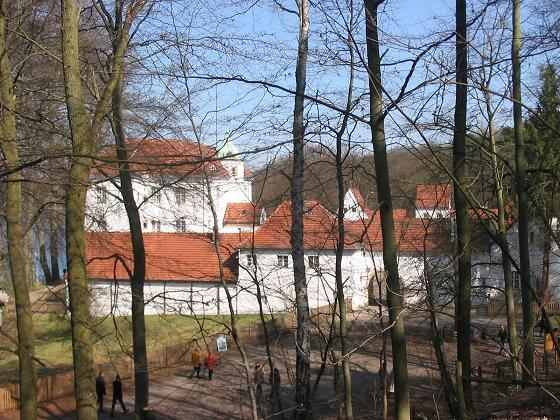
Gesamte Schlossanlage

Seit der ersten Staffel gab es immer wieder neue Vorspanne, die sich alle ähnelten. In den Vorspannen werden die jeweils aktuellen Hauptdarsteller, die die Schüler verkörpern, mit den jeweiligen Rollennamen präsentiert. Die Darsteller treten entweder allein, zu zweit oder zu dritt auf. Im Hintergrund ist das Lied Alles ist relativ von Die Einsteins feat. Julian zu hören. Alle Vorspanne bis zum Ende der siebten Staffel hatten eine Dauer von 47 Sekunden. Ab der achten Staffel wurde der Vorspann sowie die Hintergrundmusik um sieben Sekunden verlängert, so dass weitere Darsteller präsentiert werden konnten. Zudem gab es in der neunten Staffel drei Vorspanne. Im weiteren Verlauf der Serie wurde der Vorspann stets weiterentwickelt und an veränderte Kulissen und Figuren angepasst. Seit Staffel 15 haben die Vorspanne wieder die ursprüngliche Länge der ersten Staffel. In der 18. Staffel nennt der Vorspann nicht mehr die Namen der Rollen, man sieht nur noch die Personen. Dies wurde für den Vorspann der 19. Staffel wieder geändert.
Vor dem Vorspann war bei den Staffeln 1 bis 10 ein Vollmond mit dem Geräusch eines Uhus zu sehen. In Staffel 20 gab es eine Neuaufnahme des Liedes Alles ist relativ, das von Larissa Kerner gesungen wurde, und auch das Geräusch des Uhus ist wieder eingearbeitet worden. In der Staffel 21 ist auch ein Uhu zu sehen.

### Erste Staffel
Folgen 1–76:

In der Reihenfolge des Auftretens:

Philip Baumgarten (Tom), Laura Laß (Katharina), Juliane Brummund (Nadine), Paula Birnbaum (Iris), Georg Malcovati (Marc), Katrin Blume (Alexandra), Geertje Boeden (Antje), Florens Schmidt (Oliver), Anja Stadlober (Vera), Kumaran Ganeshan (Budhi)

### Zweite Staffel
Folgen 77–116:

In der Reihenfolge des Auftretens:

Katrin Blume (Alexandra), Christoph Kozik (Franz), Marie-Luisa Kunst (Elisabeth), Anja Stadlober (Vera), Kumaran Ganeshan (Budhi), Geertje Boeden (Antje), Florens Schmidt (Oliver), Marcus Wengler (Sebastian), Paula Birnbaum (Iris), Juliane Brummund (Nadine)

### Dritte Staffel
Folgen 117–168:

In der Reihenfolge des Auftretens:

Marcus Wengler (Sebastian), Josefine Preuß (Anna), Christoph Kozik (Franz), Marie-Luisa Kunst (Elisabeth), Maximilian Oelze (Johannes), Jerusha Kloke (Paula), Martin Krahn (Max), Anina Abt-Stein (Louisa), Christian Karn (Hendrik), Sarah Blaßkiewitz (Josephine)

### Vierte Staffel
Folgen 169–200:

In der Reihenfolge des Auftretens:

Jerusha Kloke (Paula), Martin Krahn (Max), Anina Abt-Stein (Louisa), Christian Karn (Hendrik), Marcus Wengler (Sebastian), Josefine Preuß (Anna), Dennis Habedank (Benjamin), Paula Schramm (Emely), Maximilian Oelze (Johannes), Kristin Bohm (Sylvia)

### Fünfte Staffel
Folgen 201–232:

In der Reihenfolge des Auftretens:

Jerusha Kloke (Paula), Martin Krahn (Max), Anina Abt-Stein (Luisa), Christian Kahn (Hendrik), Marcus Wengler (Sebastian), Josefine Preuß (Anna), Dennis Habedank (Benjamin), Paula Schramm (Emely), Maximilian Oelze (Johannes), Kristin Bohm (Sylvia)

### Sechste Staffel
Folgen 233–272:

In der Reihenfolge des Auftretens:

Adrien Löffler (Romeo), Jerusha Kloke (Paula), Martin Krahn (Max), Sofie Popke (Charlie), Max Fritzsching (Joshua), Emely Neubert (Manuela), Josefine Preuß (Anna), Dennis Habedank (Benjamin), Paula Schramm (Emely), Philipp Scheffler (Tobias), Kristin Bohm (Sylvia)

### Siebte Staffel
Folgen 273–336:

In der Reihenfolge des Auftretens:

Ronja Prinz (Tessa), Lucas Scupin (Felix), Raphael D’Souza (Dennis), Sofie Popke (Charlie), Anna Majtkowski (Tinka), Felix Rehn (Kai), Katharina Wien (Sue), Dennis Habedank (Benjamin), Paula Schramm (Emely), Philipp Scheffler (Tobias), Kristin Bohm (Sylvia)

### Achte Staffel
Folgen 337–392:

In der Reihenfolge des Auftretens:
Anna Majtkowski (Tinka), Lucas Scupin (Felix), Raphael D’Souza (Dennis), Joanna Eichhorn (Billi), Max von Hören (Jonas), Katharina Wien (Sue), Klaus-Georg-Gustav Schöning (Chui), Paula Schramm (Emely), Sofie Popke (Charlie), Laura Stahnke (Konny), Paul Niemann (Lukas)

### Neunte Staffel
Folgen 393–428:

In der Reihenfolge des Auftretens:

- Version 1: Ronja Prinz (Tessa), Patrick Baehr (Anton), Lucas Scupin (Felix), Sofie Popke (Charlie), Paul Niemann (Lukas), Klaus-Georg-Gustav Schöning (Chui), Laura Stahnke (Konny), Joanna Eichhorn (Billi), Felix Rehn (Kai), Katja Großkinsky (Verena), Sandrina Zander (Sophie)
- Version 2: Ronja Prinz (Tessa), Lucas Scupin (Felix), Sofie Popke (Charlie), Katja Großkinsky (Verena), Raphael D’Souza (Dennis), Katharina Wien (Sue), Klaus-Georg-Gustav Schöning (Chui), Laura Stahnke (Konny), Patrick Baehr (Anton), Lieven Wölk (Valentin), Sandrina Zander (Sophie)
- Version 3: Anna Majtkowski (Tinka), Felix Rehn (Kai), Laura Stahnke (Konny), Katharina Wien (Sue), Lieven Wölk (Valentin), Ronja Prinz (Tessa), Klaus-Georg-Gustav Schöning (Chui), Joanna Eichhorn (Billi), Raphael D’Souza (Dennis), Patrick Baehr (Anton), Sandrina Zander (Sophie)

### Zehnte Staffel
Folgen 429–480:

In der Reihenfolge des Auftretens:

Paul Niemann (Lukas)(bis Folge 457), Joanna Eichhorn (Billi), Klaus-Georg-Gustav Schöning (Chui), Antonia Münchow (Marleen), Shalin-Tanita Rogall (Annika), Katharina Wien (Sue), Antoine Brison (René), Katja Großkinsky (Verena), Tobias Weihe (Moritz), Felix Rehn (Kai), Vivienne Puttins (Vanessa), Zoe Luck (Lilly), Josepha Niebelschütz (Saira), Dorian Brunz (Eugen), Sandrina Zander (Sophie), Kevin Köppe (Alex), Patrick Baehr (Anton), Laura Stahnke (Konny)

### Elfte Staffel
Folgen 481–532:

In der Reihenfolge des Auftretens:

David Röder (Max), Gustav Grabolle (Hannes), Luisa Liebtrau (Coco), Max Reschke (Tim), Ferdinand Dölz (Bruno), Wassilij Eichler (Mounir), Florian Wünsche (Manuel), Nini Tsiklauri (Layla), Sina Radtke (Julia), Jana Röhlinger (Mia), Constantin Hühn (Ole), Hendrik Annel (Fabian), Esther Kraft (Marie-Luise), Ronja Peters (Karla), Julia Nürnberger (Milena), Sabrina Wollweber (Felicitas), Liesa Schrinner (Vivien), Anna Steinhardt (Paulina)

### Zwölfte Staffel
Folgen 533–584:

In der Reihenfolge des Auftretens:

David Röder (Max), Gustav Grabolle (Hannes), Luisa Liebtrau (Coco), Max Reschke (Tim), Ferdinand Dölz (Bruno), Wassilij Eichler (Mounir), Florian Wünsche (Manuel), Nini Tsiklauri (Layla), Sina Radtke (Julia), Jana Röhlinger (Mia), Daniel Conrad (Lucky), Hendrik Annel (Fabian), Esther Kraft (Marie-Luise), Ronja Peters (Karla), Julia Nürnberger (Milena), Sabrina Wollweber (Felicitas), Liesa Schrinner (Vivien), Anna Steinhardt (Paulina)

### Dreizehnte Staffel
Folgen 585–636:

In der Reihenfolge des Auftretens:

Wassilij Eichler (Mounir), Nini Tsiklauri (Layla), Florian Wünsche (Manuel), Lucas Leppert (Tommy), Anica Röhlinger (Sophie), Luisa Liebtrau (Coco), Mareike Ludwig (Magda), Viviane Witschel (Emma), Paul Ziegner (Nino), Liesa Schrinner (Vivien), Sabrina Wollweber (Felicitas), Ferdinand Dölz (Bruno), Miriam Katzer (Ronja), Robert Reichert (Justus), Gustav Grabolle (Hannes), Julia Nürnberger (Milena), Lisanne Frontzek (Kim), Pascal Kleßen (Berti), Jacob Gunkel (Phillip), Julia Turkali (Tatjana)

### Vierzehnte Staffel
Folgen 637–688:

In der Reihenfolge des Auftretens:

Miriam Katzer (Ronja), Sabrina Wollweber (Felicitas), Edzard Ehrle (Tamas), Lennart König (Sándor), Luisa Liebtrau (Coco), Paul Ziegner (Nino), Mareike Ludwig (Magda), Sophie Imelmann (Mary), Albert Wey (Elias), Ferdinand Dölz (Bruno), Jacob Gunkel (Phillip), Pascal Kleßen (Berti), Lucas Leppert (Tommy), Anica Röhlinger (Sophie), Stefan Wiegand (Tobias), Viktoria Krause (Liz), Alexandra Schiller (Annika), Robert Reichert (Justus)

### Fünfzehnte Staffel
Folgen 689–740:

In der Reihenfolge des Auftretens:

Jacob Gunkel (Phillip), Sophie Imelmann (Mary), Henrieke Fritz (Constanze), Lennart König (Sándor), Lena Ladig (Jo), Lucas Leppert (Tommy), Anica Röhlinger (Sophie), Miriam Katzer (Ronja), Robert Reichert (Justus), Lena Schneidewind (Clara), Edzard Ehrle (Tamas), Viktoria Krause (Liz), Sabrina Wollweber (Feli), Marie Borchardt (Pippi), Hugo Gießler (Hubertus), Stefan Wiegand (Tobias), Albert Wey (Elias), Ferdinand Dölz (Bruno), Alexandra Schiller (Annika), Paul Hartmann (Jonny)

### Sechzehnte Staffel
Folgen 741–792:

In der Reihenfolge des Auftretens:

Helene Mardicke (Roxy), Henrieke Fritz (Constanze), Marie Borchardt (Pippi), Paul Hartmann (Jonny), Viktoria Krause (Liz), Lucas Leppert (Tommy), Robert Reichert (Justus), Jacob Körner (Nils), Hugo Gießler (Hubertus), Yannick Rau (Dominik), Jelena Herrmann (Miriam), Svea Engel (Serena), Ruth Schönherr (Ming), Lukas Lange (Adrian), Oskar Kraska McKone (Raphael), Marie Meinzenbach (Bella), Stefan Wiegand (Tobias), Johna Fontaine (Daphne), Lena Ladig (Jo)

### Siebzehnte Staffel
Folgen 793–818:

In der Reihenfolge des Auftretens:

Yannick Rau (Dominik), David Meier (David), Hugo Gießler (Hubertus), Marie Borchardt (Pippi), Henrieke Fritz (Constanze), Jelena Herrmann (Miriam), Lukas Lange (Adrian), Stefan Wiegand (Tobias), Lucas Leppert (Tommy), Paul Hartmann (Jonny), Oskar Kraska McKone (Raphael), Ruth Schönherr (Ming), Svea Engel (Serena), Johna Fontaine (Daphne), Jacob Körner (Nils), Helene Mardicke (Roxy)

### Achtzehnte Staffel
Folgen 819–844:

In der Reihenfolge des Auftretens:

David Meier (David), Marie Borchardt (Pippi), Kaja Eckert (Kathi), Hugo Gießler (Hubertus), Paul Hartmann (Jonny), Noah Alibayli (Henk), Lisa Nestler (Lotta), Ruth Schönherr (Ming), Paul Uhlemann (Friedrich), Flavius Budean (Orkan), Jelena Herrmann (Miriam), Juliette Hartig (Hedda), Lukas Lange (Adrian), Stefan Wiegand (Tobias), Johna Fontaine (Daphne), Yannick Rau (Dominik), Oskar Kraska McKone (Raphael), Helene Mardicke (Roxy), Henrieke Fritz (Constanze), Annalisa Weyel (Alva)

### Neunzehnte Staffel
Folgen 845–870:

In der Reihenfolge des Auftretens:

Paul Uhlemann (Friedrich), Kaja Eckert (Kathi), Marie Borchardt (Pippi), David Meier (David), Flavius Budean (Orkan), Johna Fontaine (Daphne), Maja Hieke (Jule), Maximilian Scharr (Jannis), Julian Buchmann (Ben), Annalisa Weyel (Alva), Tiesan-Yesim Atas (Lejla), Yannick Rau (Dominik), Ada Lüer (Mila), Noah Alibayli (Henk), Timon Würriehausen (Finn), Luna Kuse (Martha), Lisa Nestler (Lotta), Holly Geddert (Olivia), Maximilian Braun (Lennard)

### Zwanzigste Staffel
Folgen 871–896:

In der Reihenfolge des Auftretens:

Maja Hieke (Jule), Holly Geddert (Olivia), Elena Hesse (Petra), Annalisa Weyel (Alva), Ada Lüer (Mila), Yannick Rau (Dominik), Hanna-Sophie Stötzel (Nele), Luna Kuse (Martha), Selma Kunze (Sarah), Kaja Eckert (Kathi), Maximilian Scharr (Jannis), Flavius Budean (Orkan), Maximilian Braun (Lennard), Tessa Dökel (Luisa), Thanh-Huyen Nguyen (Dodo), Tom Linnemann (Simon), Sinan El Sayed (Kasimir), Noel Okwanga (Pawel), Jakob Menkens (Henri)

### Einundzwanzigste Staffel
Folgen 897–922:

In der Reihenfolge des Auftretens:

Maximilian Scharr (Jannis), Elena Hesse (Petra), Marc Elflein (Moritz), Madeleine Haas (Rike), Ferenc Amberg (Pit), Selma Kunze (Sarah), Sinan El Sayed (Kasimir), Luna Kuse (Martha), Hanna-Sophie Stötzel (Nele), Carlotta Weide (Cäcilia), Noel Okwanga (Pawel), Jakob Menkens (Henri), Laura Eßer (Zoe), Danil Aprelkov (Leon), Fynn Malou Meinert (Paul), Tessa Dökel (Luisa), Holly Geddert (Olivia), Thanh-Huyen Nguyen (Dodo), Tom Linnemann (Simon), Paul Ewald (Julius), Helen Möller (Jona), Thorin Holland (Hermann), Flavius Budean (Orkan)

### Zweiundzwanzigste Staffel
Folge 923–948:

In der Reihenfolge des Auftretens:

Luca Jung (Timo), Michael Schweisser (Nick), Jonas Kaufmann (Till), Helen Möller (Jona), Thorin Holland (Hermann), Marc Elflein (Moritz), Madeleine Haas (Rike), Ferenc Amberg (Pit), Paloma Padrock (Carolin), Holly Geddert (Olivia), Karlotta Hasselbach (Rosa), Luna Kuse (Martha), Sinan El Sayed (Kasimir), Fridolin Sommerfeld (Viktor), Carlotta Weide (Cäcilia), Noel Okwanga (Pawel), Josie Hermer (Sibel), Hanna-Sophie Stötzel (Nele)

### Dreiundzwanzigste Staffel
Folge 949–974:

In der Reihenfolge des Auftretens und der Nennung der Namen:

Luna Kuse (Martha), Noel Okwanga (Pawel), Josie Hermer (Sibel), Carla Hüttermann (Flora), Amelie Rafolt Gomes (Finja), Linda Schablowski (Leni), Jonas Kaufmann (Till), Ferenc Amberg (Pit), Thorin Holland (Hermann), Helen Möller (Jona), Marc Elflein (Moritz), Lasse Timmel (Anton), Madeleine Haas (Rike), Karlotta Hasselbach (Rosa), Paloma Padrock (Carolin), Arnold Makuissie (Badu), Carlotta Weide (Cäcilia), Fridolin Sommerfeld (Viktor)

### Vierundzwanzigste Staffel
Folge 975–1000:

In der Reihenfolge des Auftretens und der Nennung der Namen:

Philip Müller (Bela), Fridolin Sommerfeld (Viktor), Arnold Makuissie (Badu), Karlotta Hasselbach (Rosa), Sophia Leonie Mauritz (Reena), Carla Hüttermann (Flora), Carlotta Weide (Cäcilia), Linda Schablowski (Leni), Thorin Holland (Hermann), Tamino Schenke (Gustav), Marc Elflein (Moritz), Lasse Timmel (Anton), Josie Hermer (Sibel), Noel Okwanga (Pawel), Jamila Weintritt (Chiara), Matilda Willigalla (Joyce), Amelie Rafolt Gomes (Finja), Malique Heidorn (Paul)

### Fünfundzwanzigste Staffel
Folge 1001–1026:

In der Reihenfolge des Auftretens und der Nennung der Namen:

Lentje de Groote (Julia), Johannes Degen (Colin), Matti Schneider (Marlon), Sophia Leonie Mauritz (Reena), Tamino Schenke (Gustav), Jamila Weintritt (Chiara), Clara Jaschob (Io), Matilda Willigalla (Joyce), Niels Krommes (Sirius), Merle Sophie Eismann (Annika), Julie Marienfeld (Nesrin), Thorin Holland (Hermann), Fridolin Sommerfeld (Viktor), Josie Hermer (Sibel), Arnold Makuissie (Badu), Noel Okwanga (Pawel), Karlotta Hasselbach (Rosa), Paula Uhde (Fabienne)

### Sechsundzwanzigste Staffel
Folge 1027–1052:

In der Reihenfolge des Auftretens und der Nennung der Namen:

Matilda Willigalla (Joyce), Jamila Weintritt (Chiara), Johannes Degen (Colin), Philip Rüger (Noah), Sophia Leonie Mauritz (Reena), Jakob Engel (Casper), Mia Stieber (Ava), Julie Marienfeld (Nesrin), Matti Schneider (Marlon), Tisa Pharischad Khumyim (Massuda), Jona Kirchner (Mikka), Samuel Koch (Joel), Paula Uhde (Fabienne), Dean-Ryan Kuhlig (Leon), Merle Sophie Eismann (Annika), Jules de Groote (Julia), Clara Jaschob (Io), Niels Krommes (Sirius)

### Siebenundzwanzigste Staffel
Folge 1053–1078:

In der Reihenfolge des Auftretens und der Nennung der Namen:

Lance Gernot Simon (Karl), Merle Sophie Eismann (Annika), Tisa Pharischad Khumyim (Massuda), Julie Marienfeld (Nesrin), Sophia Leonie Mauritz (Reena), Philip Rüger (Noah), Marlon Heinrich (Simon), Georg Trappe (Joshua), Dean-Ryan Kuhlig (Leon), Janisa Glasow (Tahmina), Samuel Koch (Joel), Mia Stieber (Ava), Nelly Borodina (Elly), Matti Schneider (Marlon), Jona Kirchner (Mikka), Jamila Weintritt (Chiara), Kiana Ben Attou (Maxi)

### Achtundzwanzigste Staffel
Folge 1079–1104:

In der Reihenfolge des Auftretens und der Nennung der Namen:

Lance Gernot Simon (Karl), Georg Trappe (Joshua), Kiana Ben Attou (Maxi), Jamila Weintritt (Chiara), Mia Stieber (Ava), Sonia Kantati (Ruby), Dean-Ryan Kuhlig (Leon/ Lee ab Folge 1102), Tisa Pharischad Khumyim (Massuda), Marilou Weilandt (Luna), Joel Massy Kohandel (Sami), Janisa Glasow (Tahmina), Jona Kirchner (Mikka), Lennox Dreer (Hugo), Jonathan Vöhringer (Malik), Nelly Borodina (Elly), Matti Schneider (Marlon), Marlon Heinrich (Simon), Charlotte Elma Heß (Frida)

## Produktionsstaffeln
| Staffel | Folgen    | Folgenanzahl | Erstausstrahlung | Sender |
| ------- | --------- | ------------ | --- | ------ |
| 1       | 1–76      | 76           | Freitag, 4. September 1998 bis Freitag, 18. Februar 2000 (17:05 Uhr) | KiKA   |
| 2       | 77–116    | 40           | Freitag, 25. Februar 2000 bis Freitag, 24. November 2000 (17:05 Uhr) | KiKA   |
| 3       | 117–168   | 52           | Freitag, 1. Dezember 2000 bis Freitag, 2. März 2001 (17:05 Uhr) Samstag, 10. März 2001 bis Samstag, 24. November 2001 (18:00 Uhr) | KiKA   |
| 4       | 169–200   | 32           | Samstag, 1. Dezember 2001 bis Samstag, 6. Juli 2002 (18:00 Uhr) | KiKA   |
| 5       | 201–232   | 32           | Samstag, 13. Juli 2002 bis Samstag, 15. Februar 2003 (18:00 Uhr) | KiKA   |
| 6       | 233–272   | 40           | Samstag, 22. Februar 2003 bis Samstag, 22. November 2003 (18:00 Uhr) | KiKA   |
| 7       | 273–336   | 64           | Samstag, 29. November 2003 bis Samstag, 12. Februar 2005 (18:00 Uhr) | KiKA   |
| 8       | 337–392   | 56           | Samstag, 19. Februar 2005 bis Samstag, 27. August 2005 (18:00 Uhr) Samstag, 3. September 2005 bis Samstag, 25. März 2006 (17:20 Uhr)                                                                                                   | KiKA   |
| 9       | 393–428   | 36           | Samstag, 1. April 2006 bis Samstag, 16. September 2006 (17:20 Uhr) Samstag, 23. September 2006 bis Samstag, 2. Dezember 2006 (17:15 Uhr)                                                                                               | KiKA   |
| 10      | 429–480   | 52           | Samstag, 9. Dezember 2006 bis Samstag, 1. Dezember 2007 (17:20 Uhr) | KiKA   |
| 11      | 481–532   | 52           | Samstag, 5. Januar 2008 bis Samstag, 23. Februar 2008 (jeweils 16:50 Uhr und 17:15 Uhr) Samstag, 1. März 2008 bis Samstag, 12. Juli 2008 (17:15 Uhr) Samstag, 30. August 2008 bis Samstag, 13. Dezember 2008 (17:15 Uhr)               | KiKA   |
| 12      | 533–584   | 52           | Samstag, 3. Januar 2009 bis Samstag, 31. Januar 2009 (jeweils 16:45 Uhr und 17:10 Uhr) Samstag, 7. Februar 2009 bis Samstag, 21. November 2009 (17:10 Uhr)                                                                             | KiKA   |
| 13      | 585–636   | 52           | Samstag, 2. Januar 2010 bis Samstag, 25. Dezember 2010 (17:10 Uhr) | KiKA   |
| 14      | 637–688   | 52           | Samstag, 8. Januar 2011 bis Samstag, 7. Mai 2011 (17:10 Uhr) Samstag, 14. Mai 2011 bis Samstag, 1. Oktober 2011 (14:10 Uhr) Samstag, 8. Oktober 2011 bis Samstag, 24. Dezember 2011 (14:35 Uhr) Samstag, 31. Dezember 2011 (19:50 Uhr) | KiKA   |
| 15      | 689–740   | 52           | Samstag, 7. Januar 2012 bis Samstag, 15. Dezember 2012 (14:35 Uhr) Doppelfolge am Samstag, 22. Dezember 2012 (14:35 Uhr und 15:00 Uhr)                                                                                                 | KiKA   |
| 16      | 741–792   | 52           | Samstag, 5. Januar 2013 bis Samstag, 28. Dezember 2013 (14:35 Uhr) | KiKA   |
| 17      | 793–818   | 26           | Samstag, 4. Januar 2014 bis Samstag, 28. Juni 2014 (14:35 Uhr) | KiKA   |
| 18      | 819–844   | 26           | Samstag, 3. Januar 2015 bis Samstag, 4. Juli 2015 (14:35 Uhr) | KiKA   |
| 19      | 845–870   | 26           | Dienstag, 9. Februar 2016 bis Dienstag, 15. März 2016 (Mo.–Fr., 14:35 Uhr) | KiKA   |
| 20      | 871–896   | 26           | Dienstag, 14. Februar 2017 bis Dienstag, 21. März 2017 (Mo.–Fr., 14:35 Uhr) | KiKA   |
| 21      | 897–922   | 26           | Mittwoch, 21. Februar 2018 bis Mittwoch, 28. März 2018 (Mo.–Fr., 14:35 Uhr) | KiKA   |
| 22      | 923–948   | 26           | Montag, 1. April 2019 bis Mittwoch, 8. Mai 2019 (Mo.–Fr., 14:35 Uhr) | KiKA   |
| 23      | 949–974   | 26           | Freitag, 13. März 2020 bis Dienstag, 21. April 2020 (Mo.–Fr., 14:35 Uhr) | KiKA   |
| 24      | 975–1000  | 26           | Freitag, 16. April 2021 bis Freitag, 21. Mai 2021 (Mo.–Fr., 14:35 Uhr) | KiKA   |
| 25      | 1001–1026 | 26           | Freitag, 11. Februar 2022 bis Freitag, 18. März 2022 (Mo.–Fr., 14:35 Uhr) | KiKA   |
| 26      | 1027–1052 | 26           | Montag, 27. März 2023 bis Mittwoch, 3. Mai 2023 (Mo.–Fr., 14:35 Uhr) | KiKA   |
| 27      | 1053–1078 | 26           | Montag, 11. März 2024 bis Montag, 3. Juni 2024 (jeweils 20:10 Uhr und 20:35 Uhr) | KiKA   |
| 28      | 1079–1104 | 26           | Montag, 3. März 2025 – Montag, 26. Mai 2025 | KiKA   |

Vor Beginn der zwanzigsten Jubiläumsstaffel (2017) wurden im Internet auf kika.de die Webserie Schloss Webstein ausgestrahlt, die sich an die Handlung der neuen Staffel anlehnen, aber nicht direkt zu dieser gehören. Für die 21. Staffel gibt es die 2. Staffel der Webserie unter dem Titel Schloss Webstein – Nachts im Internat, die parallel zur Fernsehserie auf kika.de ausgestrahlt wurde.
| Staffel | Folgenanzahl | Erstausstrahlung | Sender  |
| ------- | ------------ | --- | ------- |
| 1       | 6            | Sonntag, 27. November 2016 bis Sonntag, 18. Dezember 2016 (sonntags) Samstag, 24. Dezember 2016 bis Samstag, 31. Dezember 2016 (samstags) | kika.de |
| 2       | 12           | Montag, 19. Februar 2018 bis Donnerstag, 29. März 2018 (montags und donnerstags)                                                          | kika.de |
| 3       | 8            | 23. Februar 2021 bis 5. März 2021 |         |

### Schuljahre/Generationen
Von der zweiten bis zur siebten Staffel waren die Staffeln nicht identisch mit den Serienschuljahren. Dies wurde mit Start der achten Staffel geändert, als die siebte Generation eingeführt wurde; seitdem begann mit jedem Staffelbeginn ein neues Schuljahr mit einer neuen Generation Schüler. Im zweiten Schuljahr in Erfurt wurde keine neue Generation eingeführt, weshalb die elfte Generation erst im zwölften Schuljahr eingeführt wird.
| Schuljahr | Generation | Folgen    | Staffel(n) | Jahr(e)   |
| --------- | ---------- | --------- | ---------- | --------- |
| 1         | 1          | 1–76      | 1          | 1998–2000 |
| 2         | 2          | 77–128    | 2–3        | 2000–2001 |
| 3         | 3          | 129–180   | 3–4        | 2001–2002 |
| 4         | 4          | 181–232   | 4–5        | 2002–2003 |
| 5         | 5          | 233–284   | 6–7        | 2003–2004 |
| 6         | 6          | 285–336   | 7          | 2004–2005 |
| 7         | 7          | 337–392   | 8          | 2005–2006 |
| 8         | 8          | 393–428   | 9          | 2006      |
| 9         | 9          | 429–480   | 10         | 2006–2007 |
| 10        | 10         | 481–532   | 11         | 2008      |
| 11        | 10         | 533–584   | 12         | 2009      |
| 12        | 11         | 585–636   | 13         | 2010      |
| 13        | 12         | 637–688   | 14         | 2011      |
| 14        | 13         | 689–740   | 15         | 2012      |
| 15        | 14         | 741–792   | 16         | 2013      |
| 16        | 15         | 793–818   | 17         | 2014      |
| 16        | 15         | 819–844   | 18         | 2015      |
| 17        | 16         | 845–870   | 19         | 2016      |
| 18        | 17         | 871–896   | 20         | 2017      |
| 19        | 18         | 897–922   | 21         | 2018      |
| 20        | 19         | 923–948   | 22         | 2019      |
| 21        | 20         | 949–974   | 23         | 2020      |
| 22        | 21         | 975–1000  | 24         | 2021      |
| 23        | 22         | 1001–1026 | 25         | 2022      |
| 24        | 23         | 1027–1052 | 26         | 2023      |
| 25        | 24         | 1053–1078 | 27         | 2024      |

### Schuljahresmotto
Seit der elften Staffel steht jedes Schuljahr unter einem bestimmten Motto. Das Schulmotto insgesamt lautet „Einer für Alle, Alle für Einstein“.
| Staffel | Motto                                    |
| ------- | ---------------------------------------- |
| 11      | Keiner darf verloren gehen               |
| 12      | Kinder sind Zukunft                      |
| 13      | Schau nicht weg                          |
| 14      | Einstein goes Future                     |
| 15      | Einstein = Meinstein                     |
| 16      | Zuhause unter Freunden                   |
| 17      | Einer für alle, alle für Einstein        |
| 18      | Auf Einstein bist du nie allein!         |
| 19      | Der Weg ist das Ziel                     |
| 20      | Demokratie                               |
| 21      | Einstein ist einmalig                    |
| 22      | Lernen in Bewegung                       |
| 23      | Einstein for the Future                  |
| 24      | Mystery-Staffel                          |
| 25      | Theater auf allen Ebenen                 |
| 26      | Not just Rocket Science                  |
| 27      | Einer für Alle, Alle für den Share Space |

## Zeitleisten der Figuren
| Legende |
| --- |
| Kursiv geschriebene Personen sind Erwachsene (Lehrer, Erzieher, usw.)                                       |
| Blau unterlegte Bereiche bedeuten Nebendarstellerzeiten                                                     |
| (*) Dr. Michael Berger spielte bereits in den vorherigen Staffeln in Seelitz mit, seit der Folge 425 (2006) |

| Legende |
| --- |
| Kursiv geschriebene Personen sind Erwachsene (Lehrer, Erzieher, usw.) |
| Blau unterlegte Bereiche bedeuten Nebendarstellerzeiten bzw. Nebendarsteller, die länger als zwei Jahre aktiv das Seriengeschehen gestaltet haben (z. B. Dorfkinder)                                                |
| (*) Mark Lachmann spielte bereits in den vorherigen Staffeln in Seelitz mit, seit der Folge 411 (2006) (**) Heinz August Pasulke spielte bereits in den vorherigen Staffeln in Seelitz mit, seit der Folge 1 (1998) |

| Legende |
| --- |
| Kursiv geschriebene Personen sind Erwachsene (Lehrer, Erzieher, usw.) |
| Blau unterlegte Bereiche bedeuten Nebendarstellerzeiten bzw. Nebendarsteller, die länger als zwei Jahre aktiv das Seriengeschehen gestaltet haben (z. B. Dorfkinder) |
| (*) Heinz August Pasulke spielte auch in den folgenden Staffeln in Erfurt mit, bis zur Folge 797 (2014) (**) Mark Lachmann spielte auch in den folgenden Staffeln in Erfurt mit, bis zur Folge 544 (2009) (***) Dr. Michael Berger spielte auch in den folgenden Staffeln in Erfurt mit, bis zur Folge 900 (2018) als Hauptdarsteller, seitdem noch aktuell als Nebendarsteller |

## Ausstrahlung
Premiere der ersten Folge von Schloss Einstein war am 4. September 1998 im damaligen Kinderkanal. Etwa zweieinhalb Jahre lang lief jeweils freitags um 17:05 Uhr eine neue Folge der Serie, ehe am 10. März 2001 der Sendeplatz auf den Samstag um 18:00 Uhr wechselte. Dieser wurde etwa zehn Jahre lang relativ unverändert beibehalten. Lediglich die Anfangszeit wurde im September 2005 auf 17:15 Uhr etwas nach vorne verlegt und ab Januar 2008 die Folge der Vorwoche unmittelbar vor der Ausstrahlung der neuen Folge nochmals wiederholt. Im Mai 2011 wurde die Anfangszeit dann vom Vorabend auf den Nachmittag, zunächst auf 14:10 Uhr und wenige Monate später auf 14:35 Uhr, deutlich nach vorne verlegt. So liefen die neuen Folgen der Serie außerdem mit den seit September 2006 im werktäglichen Nachmittagsprogramm in Dauerschleife wiederholten älteren Folgen zur identischen Uhrzeit.
Mit dem Ende der 18. Staffel endete am 4. Juli 2015 nach knapp 18 Jahren die Ausstrahlung jeweils einer neuen Folge im wöchentlichen Rhythmus. Die Ausstrahlung der 19. Staffel erfolgte ab 9. Februar 2016 erstmals montags bis Freitags
Die Folgen 1 bis 404 (Staffeln eins bis neun) wurden im Format 4:3 hergestellt, seit Folge 405 (Staffel neun) wird die Serie im Format 16:9 produziert.
Am 4. September 2008 strahlte der KiKA anlässlich des zehnten Jahrestags der ersten Folge eine fünfzigminütige Sonderfolge aus. In dieser lassen Heinz (Gert Schaefer) und Paulina Pasulke (Anna Steinhardt) die Höhepunkte aus zehn Jahren Schloss Einstein Revue passieren.
Seit der 13. Staffel (2010) wird Schloss Einstein in HD produziert und ist ab derselben Staffel bei ARD Plus verfügbar.

## Crossover
Schloss Einstein hatte bereits mehrere Crossovers mit anderen Fernsehserien.

### In aller Freundschaft
In den Episoden 249, 250 und 252 der 6. Staffel kam es zu einem Crossover mit der Serie In aller Freundschaft. Thomas Rühmann (Dr. Roland Heilmann), Johannes Steck (Dr. Achim Kreutzer), Arzu Bazman (Arzu Ritter) und Ursula Karusseit (Charlotte Gauß) gastierten.

### Polizeiruf 110
Wolfgang Winkler war in seiner Rolle Herbert Schneider aus der Serie Polizeiruf 110 in den Episoden 294, 298, 381, 382, 385, 386, 387 und 401 der Staffeln 7, 8 und 9 zu sehen.

### In aller Freundschaft – Die jungen Ärzte
Für die Episoden 852, 936, 937, 939, 962 und 1096 wurde für die Krankenhausszenen in den Kulissen, der ebenfalls im STUDIOPARK KinderMedienZentrum produzierten Serie In aller Freundschaft – Die jungen Ärzte, gedreht. In Episode 936 hatte Gunda Ebert in ihrer Rolle Dr. Franziska Ruhland und in Episode 1096 Arne Kertész in seiner Rolle Oliver „Olli“ Probst einen Gastauftritt.

### Checker Julian
In Episode 918 der 21. Staffel hatte Julian Janssen als Checker Julian einen Gastauftritt.

### Die Pfefferkörner
Zusammen mit der Serie Die Pfefferkörner ist eine Miniserie entstanden.

## Veranstaltungen

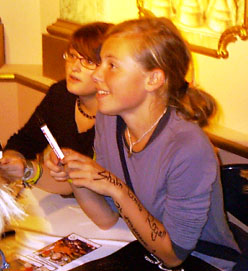
Anne-Sophie Strauss (links) und Ronja Prinz bei einer Autogrammstunde (2005)

In unregelmäßigen Zeitabständen fanden und finden diverse Ereignisse mit den Schloss-Einstein-Stars in ganz Deutschland statt, darunter auch Autogrammstunden. Bisher fanden insgesamt 76 Ereignisse statt (Stand: 28. Oktober 2007). Zu den wichtigsten bzw. großen Ereignissen zählen unter anderem die Gi’me-5-KiKA-Party (Aktionstag für Freundschaft und Toleranz, 31. August 2003); das Internationale Kinderfest (23 Nisan) in Berlin (24. April 2004); die KiKA-Party zur 300. Folge von Schloss Einstein (7. Juni 2004); die Schloss-Einstein-Sommerparty (27. Juni 2005) und zahlreiche KiKA-Sommertouren in den Jahren 2005, 2006, 2007, 2008, 2009 und 2010.

## Auszeichnungen und Erfolg
- 1999: Goldener Spatz in der Kategorie „Fiktion kurz“
- 1999: Goldener Telix der Fernsehzeitschrift Gong in der Kategorie „Serie oder Film mit Schauspielern“
- 2007: die Serie wurde beim „Kids Choice Award“ als „Beste Serie“ nominiert
- 2009: Rauchfrei-Siegel 2009[23]
- 2010: Goldener Spatz in der Kategorie Serie
- 2012: Nominierung von Folge 700 für den Goldenen Spatzen in der Kategorie „Kurzfilm, Serie/Reihe“[24]
- 2013: Weißer Elefant in der Kategorie „Besondere Leistung“[25]

Der Publikumserfolg der Serie zeigt sich nicht nur in den beständig auf hohem Niveau liegenden Einschaltquoten. Schloss Einstein wird nicht nur in Deutschland, sondern auch in vielen anderen Ländern ausgestrahlt. Dazu gehören beispielsweise Polen (TV Puls), Norwegen, Russland, Belarus, die Ukraine, die Slowakei, Slowenien (RTVSLO), Ungarn, Italien, Liechtenstein, Belgien und die Niederlande. Dort wurde sogar ein Schulbuch für den Deutschunterricht mit Motiven aus Schloss Einstein herausgegeben. Damit ist die Serie auch international eine anerkannte Größe in den Kinderprogrammen.

## Medien

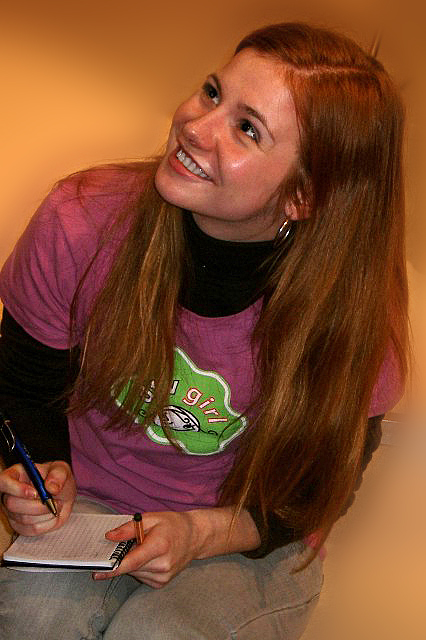
Josefine Preuß schreibt Autogramme (2007)

### Bücher
Insgesamt wurden bisher 16 Bücher zur Serie veröffentlicht. Die Bände 1 bis 5 wurden von Simon Hauser, die Bände 6 bis 11 und 15 von Uschi Flacke und die Bände 12 bis 14 und 16 von Dana Bechtle-Bechtinger verfasst.
Im Jahr 2000 wurde neben diesen Büchern das Buch „Schloss Einstein – Das Klassenbuch. 100 Folgen Schloss Einstein“, in dem die Hauptdarsteller mit vorgestellt werden und in dem der Inhalt der bisherigen Folgen kurz beschrieben wird, von der vgs verlagsgesellschaft herausgegeben.
2003 erschien „Schloss Einstein – Kochen mit Einstein“ von Peter Brandt und Dieter Saldecki ebenfalls bei vgs.
Für 2004 war „Das zweite Klassenbuch“ nach 300 Folgen angekündigt. Es ist bei diversen Online-Händlern im Katalog. Ob es erschienen ist, kann hier nicht mit Sicherheit erklärt werden.
Zudem erschienen das Posterbook und ein Poesiealbum.
Neben den Büchern zur Serie existieren drei „Schloss-Einstein-Exklusiv“-Bücher, in denen die Geschichten von Hauptdarstellern aus der ersten Staffel weitererzählt wird. Diese wurden von Uschi Flacke verfasst und von der VGS Verlagsgesellschaft herausgegeben.

#### Erzählungen
| Band 1: Die Rivalin Band 2: Ein seltsamer Gast Band 3: Sie liebt ihn, sie liebt ihn nicht Band 4: Blaue Haare für Sven Weber Band 5: Alberts Enkel Band 6: Schmetterlinge im Bauch Band 7: Der gestohlene Hit Band 8: Spiel mit dem Feuer | Band 9: Skandal am Faulen See Band 10: Ein Traum in Chrom Band 11: Date mit einem Superhirn Band 12: Der Schatz von Seelitz Band 13: Die Paten Band 14: Kurz und Kleinstein Band 15: Love Story Band 16: Anna in Love |

#### Exklusiv-Bücher
Katharina – Modelträume werden wahr
Kleine Prinzen
Nadines Story

#### E-Books
2013 erschienen die Erzählungen 1 bis 16 sowie die Exklusiv-Bücher (Nummern 17 bis 19) als E-Books.
2014 erschienen
Nr. 20: Jo & Sandor – Die große Liebe
Nr. 21: Freundschaft für Fortgeschrittene
Nr. 22: Dominik & Constanze
Nr. 23: Prinzessin, Nerd und Bücherwurm

### DVD

#### Staffeln
| Staffel DVD | Staffel offiziell | Folgen  | VÖ-Datum          | DVD-Anzahl |
| ----------- | ----------------- | ------- | ----------------- | ---------- |
| 1           | 1                 | 1–36    | 11. März 2022     | 5          |
| 2           | 1                 | 37–76   | 5. August 2022    | 5          |
| 3           | 2                 | 77–116  | 18. November 2022 | 5          |
| 4           | 3                 | 117–168 | 16. Juni 2023     | 7          |
| 5           | 4–5               | 169–220 | 27. Februar 2025  | 7          |
| 6           | 5–6               | 221–272 | 3. Juli 2025      | 7          |
| 11          | 11                | 481–532 | 20. Februar 2009  | 8          |
| 16          | 16                | 741–792 | 3. Januar 2014    | 6          |

#### Specials
- Best of Schloss Einstein (VÖ: 17. Februar 2005; 3 DVDs)
- Schloss Einstein - von den Anfängen bis Heute (VÖ: 7. März 2014; 2 DVDs)

### Weitere Medien
2004 erschien ein Musikalbum (auch mit anderen Bands), mehrere Hörspiele auf Kassetten und CDs, ein Magazin zur Serie (2001–2003), das Kochbuch Kochen mit Einstein und eine Best-of-DVD. Bei der Best-of-DVD wird einerseits bemängelt, dass die DVD-Menüs beim ersten Betrachten etwas unübersichtlich wirken und zum anderen, dass keine Untertitel für Hörgeschädigte eingeblendet werden. Positiv wird das Bonusmaterial, wie beispielsweise Interviews und Reportagen, bewertet. Des Weiteren gibt es eine Top-Trumps-Edition für Schloss Einstein sowie einen Rubik’s Cube. 2022 veröffentlichte der MDR das vier-teilige interaktive Hörspiel Mission to Mars mit den Original-Schauspielern aus der Serie.